# Duns Scoto (film)
Duns Scoto è un film del 2010 scritto e diretto da Fernando Muraca e interpretato da Adriano Braidotti. Il film ha vinto Il Mirabile Dictu - International Catholic Film Festival nel 2011.

## Trama
Il film, ambientato nei primi del '300 in Francia, ripercorre la vita del beato Giovanni Duns Scoto, filosofo cristiano costretto all'esilio per aver difeso papa Bonifacio VIII contro il volere del re Filippo il Bello. Episodi di vita vengono presentati alternati ad elementi della sua filosofia.

## Riconoscimenti
- 2011 - Primo premio al Mirabile Dictu - International Catholic Film Festival
- 2013 - Premio conchiglia d'oro del MOIGE